# Гранвиль (Об)
Гранви́ль (фр. Grandville) — коммуна во Франции, находится в регионе Шампань — Арденны. Департамент — Об. Входит в состав кантона Рамрюпт. Округ коммуны — Труа.
Код INSEE коммуны — 10167.
Коммуна расположена приблизительно в 145 км к востоку от Парижа, в 45 км южнее Шалон-ан-Шампани, в 36 км к северу от Труа.

## Население
Население коммуны на 2020 год составляло 90 человек.
| 1962 | 1968 | 1975 | 1982 | 1990 | 1999 | 2008 | 2020 |
| ---- | ---- | ---- | ---- | ---- | ---- | ---- | ---- |
| 114  | 108  | 73   | 63   | 84   | 86   | 88   | 90   |

## Экономика

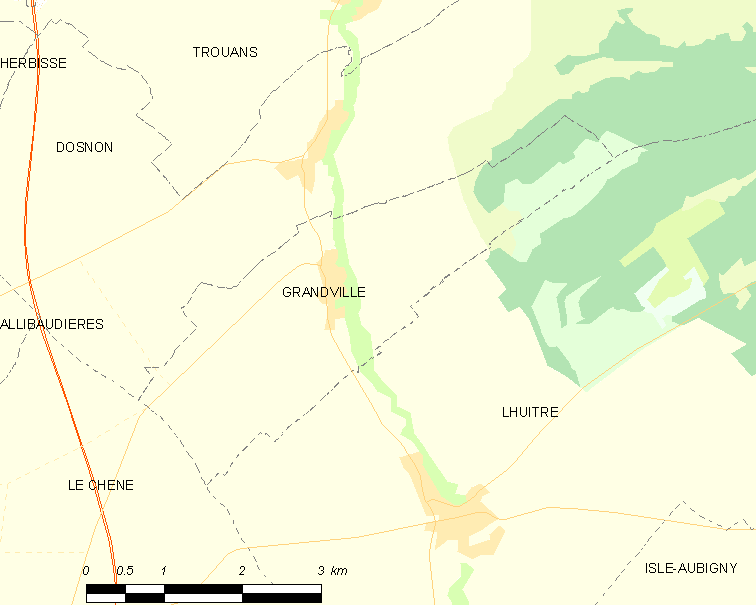
Карта коммуны

В 2007 году среди 57 человек в трудоспособном возрасте (15—64 лет) 47 были экономически активными, 10 — неактивными (показатель активности — 82,5 %, в 1999 году было 70,4 %). Из 47 активных работали 41 человек (24 мужчины и 17 женщин), безработных было 6 (4 мужчины и 2 женщины). Среди 10 неактивных 1 человек был учеником или студентом, 3 — пенсионерами, 6 были неактивными по другим причинам.

## Достопримечательности
- Церковь XVI века. Памятник истории с 1913 года[3]